# مقاطعة بيكر (فلوريدا)
مقاطعة بيكر ، فلوريدا(بالإنجليزية: Baker County, Florida)‏هي مقاطعة تقع في ولاية فلوريدا الأمريكية. 
تأسست المقاطعة في عام 1861 وسُميت على اسم جيمس ب. بيكر، رئيس القضاة السابق. تشتهر بمساحاتها الشاسعة من الأراضي الزراعية والغابات. اقتصاد مقاطعة بيكر يعتمد بشكل كبير على الزراعة، حيث تُزرع المحاصيل مثل الذرة وفول الصويا، بالإضافة إلى صناعة الأخشاب التي تُعدُّ من الأنشطة الاقتصادية في المنطقة.